# Emmerzhausen (Naturschutzgebiet)
Koordinaten: 50° 42′ 45″ N, 8° 1′ 50″ O
Das Naturschutzgebiet Emmerzhausen liegt im Landkreis Altenkirchen (Westerwald) in Rheinland-Pfalz.
Das etwa 40 ha große Gebiet, das im Jahr 1983 unter Naturschutz gestellt wurde, erstreckt sich südlich der Ortsgemeinde Emmerzhausen entlang des Baches Daade. Am nördlichen Rand des Gebietes verläuft die Landesstraße L 280. Unweit östlich verläuft die Landesgrenze zu Nordrhein-Westfalen.
Schutzzweck ist die Erhaltung der Wiesenflächen und des Ahorn-Eschen-Waldes.